# エキメキ

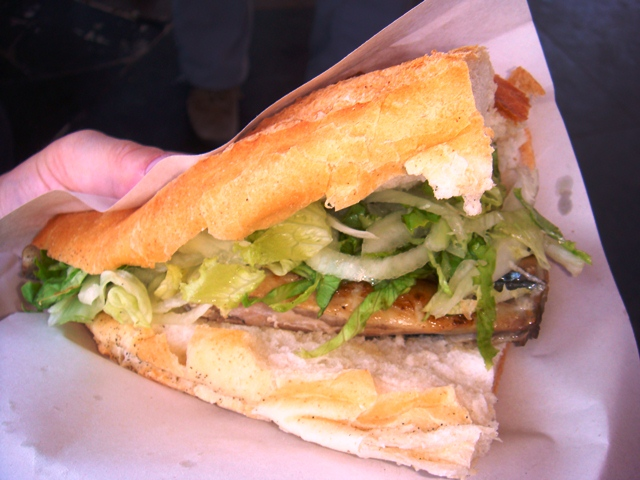
バルク・エキメキ

エキメキ（土: Ekmek）は、トルコでのパンの総称である。例えばゴマをまぶしたシミットもエキメキの一種ということになる。日本語のカタカナ表記ではエキメッキと記述することもある。
トルコでは主食として食べられており、バゲットのような棒状のもの、ピタのように内側が空洞のもの、リング状のものなどさまざまな種類のパン（エキメキ）がある。また、煮込み料理に浸して食べる、サンドイッチのように具材を挟んで食べるなど、食べ方も様々である。
「エキメキ」には「生活の糧」という意味があり、トルコの人々にとって、無くてはならないものとなっている。
料理の例
バルク・エキメキ（balık ekmek）
バルック・エキメッキとも。サバをサンドイッチにしたもの。